# Arthrochilus huntianus
Arthrochilus huntianus là một loài thực vật có hoa trong họ Lan. Loài này được (F.Muell.) Blaxell mô tả khoa học đầu tiên năm 1972.